# Honigtau

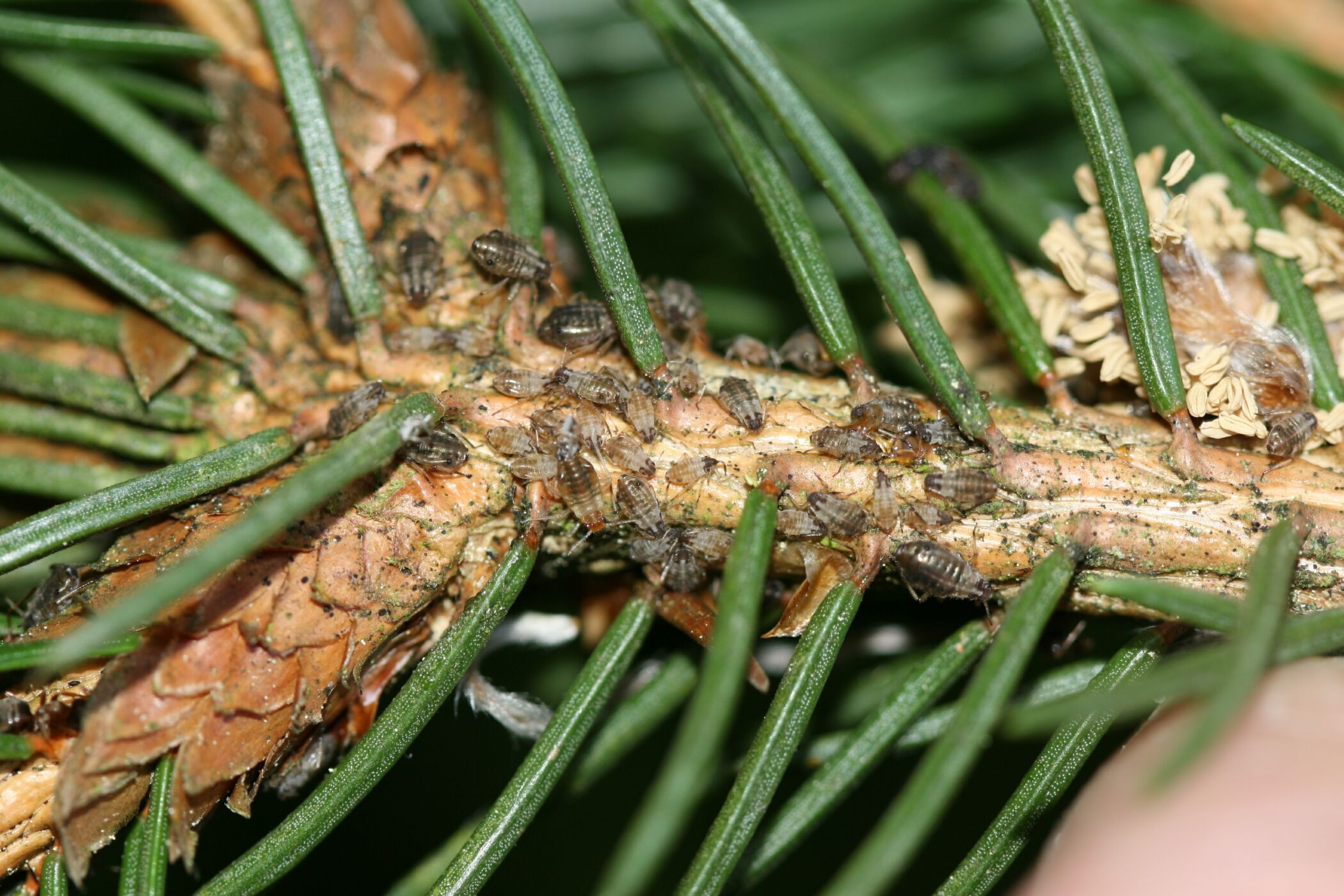
Honigtau erzeugende Rindenläuse der Gattung Cinara auf dem mehrjährigen Holz der Gemeinen Fichte

Honigtau (lateinisch mel roris) ist ein zuckerhaltiges Ausscheidungsprodukt verschiedener Schnabelkerfe (Hemiptera), vor allem der Blattläuse (Aphidina), Schildläuse (Coccina), Blattflöhe (Psyllina) und Mottenschildläuse (Aleyrodina) sowie verschiedener Zikaden (Auchenorrhyncha). Diese Insekten ernähren sich vom Saft aus den Siebröhren verschiedener Pflanzen. Durch den hohen Druck in diesen Röhren nehmen die Tiere viel Flüssigkeit auf und geben diese in Form von Honigtau wieder ab.
Honigtau ist auch unter dem Namen Meltau (lateinisch mel ‚Honig‘) bekannt, nicht zu verwechseln mit Mehltau.
Aus vom Mutterkornpilz infizierten Getreidekörnern kann eine dem Honigtau ähnliche Flüssigkeit austreten.

## Nahrung für Insekten

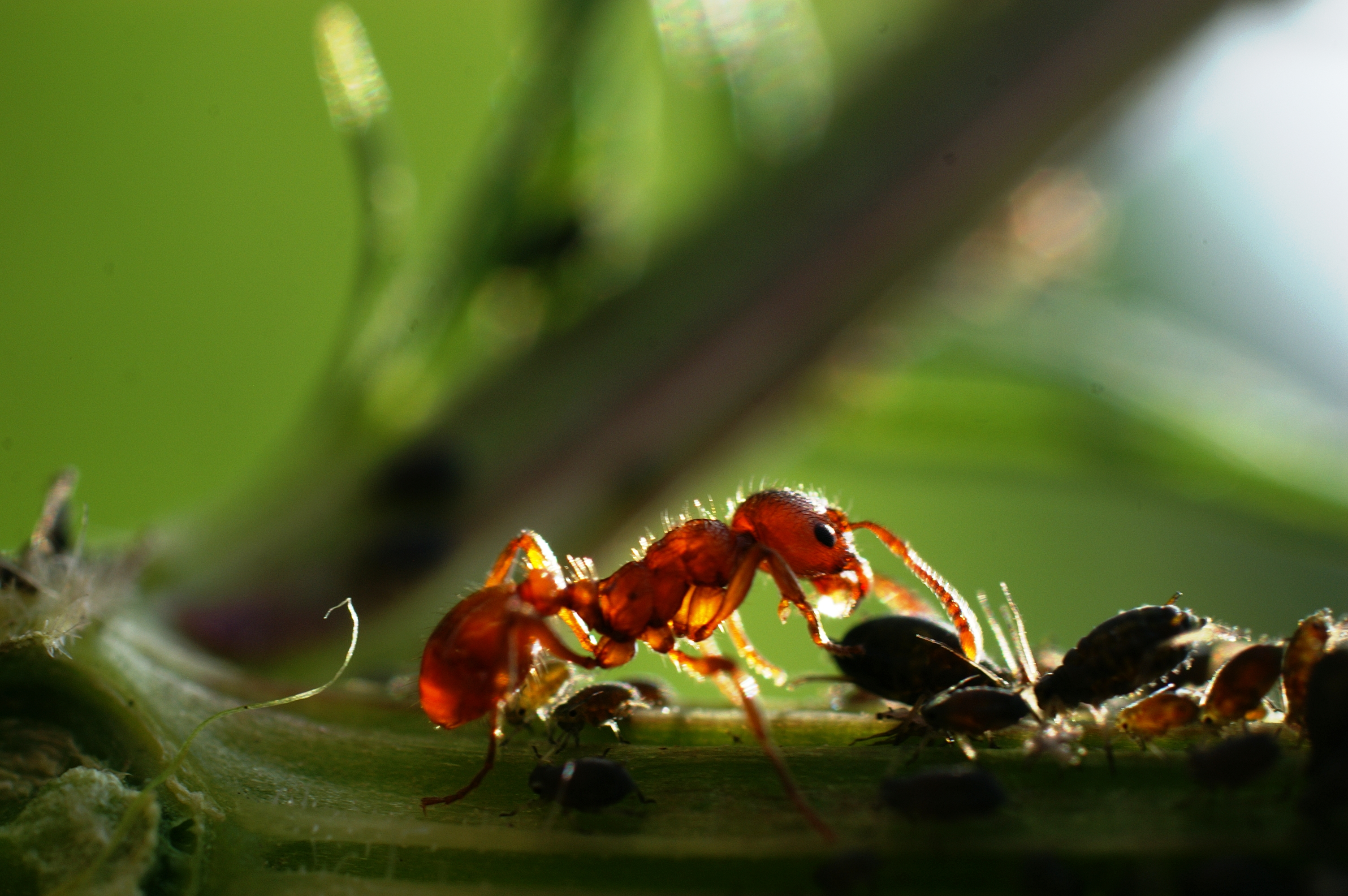
Eine Ameise nimmt einen Honigtautropfen bei einer Rindenlaus auf

Honigtau stellt eine beliebte Nahrungsquelle für verschiedene Insekten dar, die sich von dem süßen Saft ernähren oder ihn als Beikost verwenden. Bekannt ist das Erbetteln von Honigtau durch Ameisen (Formicidae), die sich Blattläuse wie Milchkühe halten und diese auch vor Fraßräubern schützen. Die meisten anderen Insekten, so etwa viele Zweiflügler (Diptera) und Hautflügler (Hymenoptera), lecken den Honigtau von Blättern oder Nadeln ab, wo er einen dicken und klebrigen Film bilden kann.
Wenn Insekten ihn nicht abernten, wird der zuckerhaltige Saft rasch von Rußtaupilzen besiedelt. Diese Pilze schädigen die Pflanze nicht direkt, können aber die Photosynthese behindern.
Auch auf Fahrzeugen, die in der warmen Jahreszeit unter stark von Blattläusen besiedelten Bäumen parken, ist Honigtau nach einigen Stunden als klebriger Film erkennbar.
Da jedoch viele Nutzpflanzen mit Pflanzenschutzmitteln behandelt werden, könnte pestizidbelasteter Honigtau zum Insektensterben beitragen.

## Analytik der Bestandteile
Zur zuverlässigen qualitativen und quantitativen Bestimmung der Bestandteile des Honigtaus findet nach angemessener Probenvorbereitung die HPLC und die Kopplung der Gaschromatographie mit der Massenspektrometrie Anwendung. Im frischen Zustand ist Honigtau klar. Er ist reich an Zuckern, vor allem an Frucht-, Trauben- und normalem Zucker (Saccharose), daneben kommen auch Maltose, Fructomaltose und Melezitose sowie weitere Oligosaccharide in kleineren Mengen vor. Daneben enthält der Honigtau Fermente, organische Säuren, Vitamine und Adenosinphosphate.
Bestimmte Honigtaue enthalten bienenunverträgliche oder toxische Anteile, die die nicht ansteckende Schwarzsucht (Waldtrachtkrankheit) auslösen, die sich durch Haarverlust bei Bienen äußert, wodurch der Körper der Bienen schwarz erscheint, was durch Verlegung der Bienenstöcke an einen pollenreichen Standort behandelt werden kann.

## Honigtau und Waldhonig

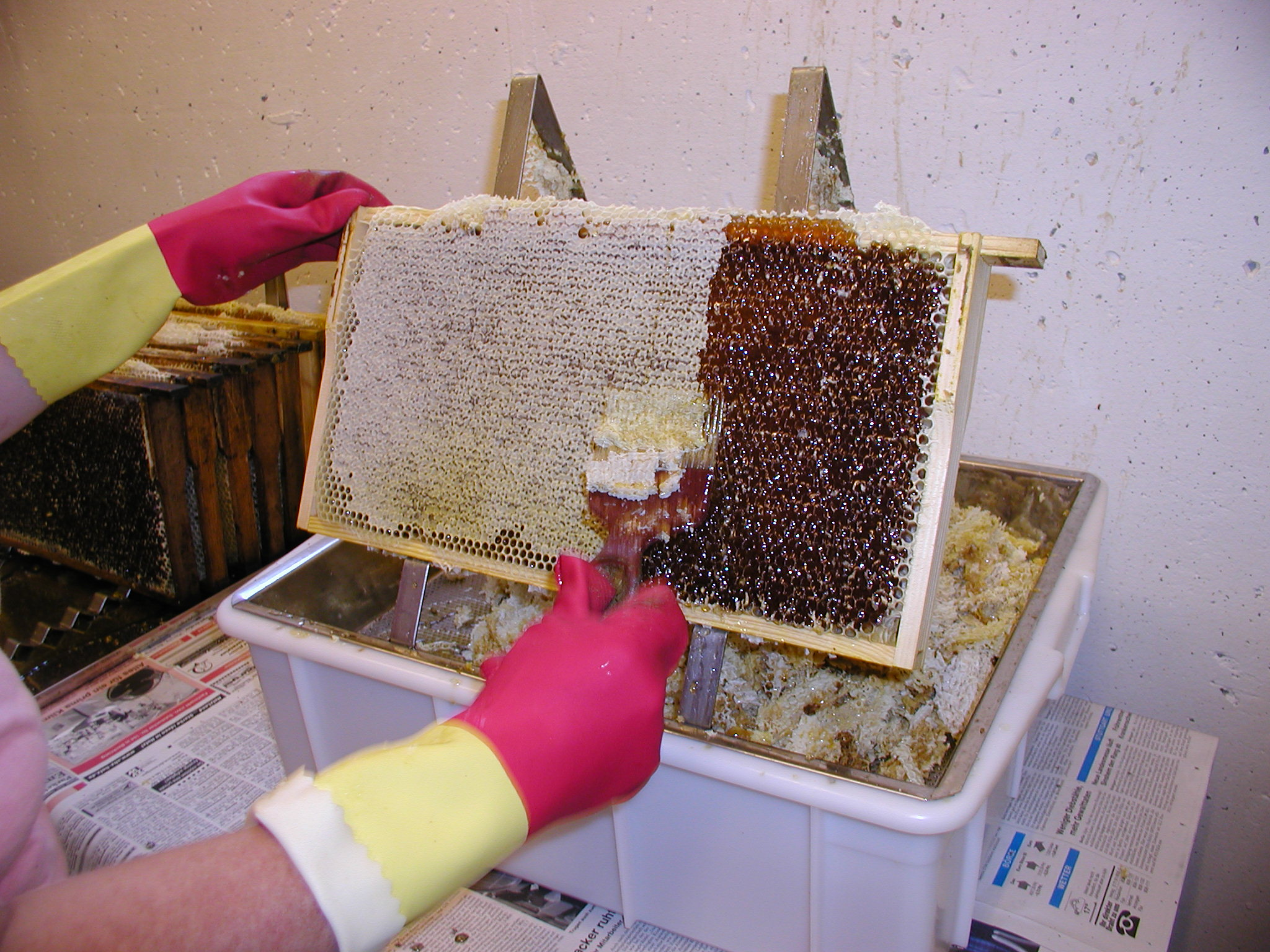
Entdeckeln einer Bienenwabe mit dunklem Honig aus Honigtau

Honigbienen sammeln gelegentlich Honigtau statt Nektar. Dieser stellt dann die Grundlage für verschiedene Honigsorten dar, die als Blatt-, Tannen- oder Waldhonige bezeichnet werden. Die Farbe und das Aroma dieser Honige variieren je nach Herkunft sehr stark, vor allem bei den von Tannen und Fichten stammenden Waldhonigen. Auch einige Hummelarten sammeln Honigtau.
Im Waldhonig ist immer ein gewisser Gehalt an der Zuckerart Melezitose vorhanden. Dies hängt vom Stoffwechsel des Wirtsbaumes (Phloemsaft) und der Fermentierung durch die verschiedenen Rindenlausarten ab. So steht z. B. die Gefleckte Lärchenrindenlaus (Cinara laricis) im Verdacht, besonders viel Melezitose zu erzeugen. Wenn der Anteil dieses Dreifachzuckers 10 bis 12 Prozent überschreitet, kandiert der Honig schon im Honigraum des Bienenvolks (vom Boden der Wabenzelle aus). So kann er nicht mehr oder nur noch teilweise und mit deutlich erhöhtem Aufwand geerntet werden. Solcher Honig wird dann auch als Melezitosehonig oder Zementhonig bezeichnet.